# Millana
Millana é um município da Espanha na província de Guadalajara, comunidade autónoma de Castilla-La Mancha, de área 28 km² com população de 121 habitantes (2004) e densidade populacional de 5,71 hab/km².

## Demografia
| Variação demográfica do município entre 1991 e 2004 | Variação demográfica do município entre 1991 e 2004 | Variação demográfica do município entre 1991 e 2004 | Variação demográfica do município entre 1991 e 2004 |
| --------------------------------------------------- | --------------------------------------------------- | --------------------------------------------------- | --------------------------------------------------- |
| 1991                                                | 1996                                                | 2001                                                | 2004                                                |
| 107                                                 | 121                                                 | 125                                                 | 158                                                 |